# Alan Rotherham
Alan Rotherham (ur. 31 lipca 1862 w Coventry, zm. 30 sierpnia 1898 w Marylebone) – angielski rugbysta, reprezentant kraju, jeden z innowatorów gry formacji ataku wczesnego okresu rozwoju tego sportu, prawnik.
Był jednym z pięciorga dzieci Johna Rotherhama i jego żony Margaret. Uczęszczał do Uppingham School, a następnie od 1881 roku studiował prawo w Balliol College wchodzącym w skład Oxford University. Mimo iż nie pochodził ze szkoły grającej w rugby, już w kolejnym roku trafił do uczelnianej drużyny, której kapitanem był wówczas Harry Vassall. Występował w niej m.in. w Varsity Match  przeciwko zespołowi z Cambridge. Studia ukończył w 1885 roku, a trzy lata później został przyjęty do palestry.
W ciągu trzech lat grania w Oksfordzie zrewolucjonizował podejście do gry formacji ataku. Zamiast chaotycznego przekazywania piłki z formacji młyna do ataku charakteryzującego wcześniejsze lata, wprowadził systematyczność i schematy zagrywek, przez co stał się ogniwem łączącym obie te formacje. Choć nie był pierwszym zawodnikiem stawiającym przede wszystkim na grę ręką, udoskonalił tę technikę i taktykę kładąc nacisk na podania między graczami. Spowodowało to, iż gra stała się bardziej otwarta, co miało również wpływ na atrakcyjność i widowiskowość meczów. Posiadał świetną ocenę sytuacji i umiejętność czytania gry, potrafił dostosować się do któregokolwiek z partnerów na pozycji drugiego z łączników, a także skupić na sobie uwagę obrony przeciwnika robiąc tym samym miejsce na pozostałych zawodników linii ataku. Dzięki temu może być uznawany za twórcę pozycji łącznika młyna.
W latach 1882–1887 rozegrał dwanaście spotkań dla angielskiej reprezentacji w rozgrywkach Home Nations Championship, w tym trzy jako kapitan w sezonie 1887, zdobywając dwa przyłożenia, które wówczas nie miały jednak wartości punktowej. Uważany był wówczas za gracza, bez którego obecności kadra traciła na reprezentatywności, a swój styl gry mógł dopracowywać mając w zespole takich zawodników jak Wilfred Bolton, Charles Wade, John Payne, Andrew Stoddart czy Arthur Evanson.
Grał także dla Coventry R.F.C., Richmond F.C. oraz hrabstwa Middlesex. Uprawiał również krykieta.
Jego kuzyn, Arthur Rotherham, był reprezentantem Anglii oraz British and Irish Lions.
Popełnił samobójstwo przy użyciu broni palnej 30 sierpnia 1898 roku. W 2010 roku wraz z Vassallem został przyjęty do IRB Hall of Fame za zasługi w modernizacji stylu gry.